# Sabnock
Na demonologia, Sabnock é o Poderoso Grande Marquês do Inferno, que tem 50 legiões de demónios sob seu comando. Ele constrói torres alto, castelos e cidades, fornecendo-lhes armas, munições, etc., dá bons familiares, e pode torturar os homens por vários dias fazendo suas feridas e úlceras gangrenosas ou preenchendo-as com vermes.
Sabnock é retratado como um soldado com armaduras e armas, com cabeça de um leão, e andar sobre um cavalo pálido.

Outras ortografias : Sab Nac, Sabnac, Sabnach, Sabnack, Sabnacke, Salmac, Savnock. 